# 木孜塔格峰
木孜塔格峰（維吾爾語：مۇزتاغ‎，拉丁维文：Muztagh，意為「冰山」），或作烏魯木孜塔格（維吾爾語：مۇزتاغ مۇزتاغ‎，拉丁维文：Ulugh Muztagh，意為「高大的冰山」），位於中國新疆維吾爾自治區若羌縣與西藏的交界處，是可可西里山脉之一座山，海拔6973米。
1895年，英国探险家利特尔戴尔率领的一支探险队由塔克拉玛干沙漠南缘翻越昆仑山脉向西藏进发，測量该山峰海拔7723米。1985年10月20日，新疆自治区登山队5人登顶此峰，重新修正海拔为6973米。
因地處偏遠，登頂者少。

## 引用和注释
1. ↑  .   [2014-02-06]. （原始内容存档于2014-02-22）.